# Piston

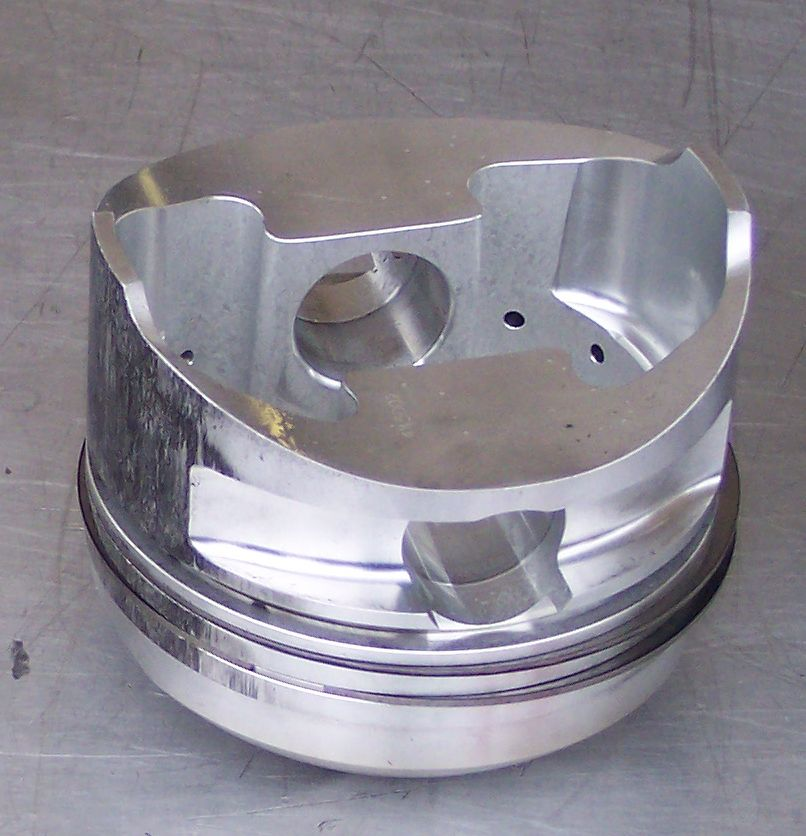
Piston de motor cu ardere internă.

Un piston este un organ de mașină, care are o mișcare alternativă într-un cilindru și care servește la închiderea unui spațiu de volum variabil, plin cu fluid sub presiune. La  mașinile termice motoare spațiul cilindrului închis de piston poate conține aer, amestec carburant sau un fluid motor. Pistonul e folosit pentru transformarea energiei interne în lucru mecanic la mașinile motoare, sau invers, la mașinile generatoare. În primul caz pistonul este acționat de energia internă, iar în al doilea el acționează asupra aerului sau fluidului (compresor, motor hidraulic). De obicei pistonul este cuplat la un mecanism bielă-manivelă, care transformă mișcarea rectilinie în mișcare circulară (la motoare) și invers (la pompe). Pistonul este utilizat ca element constructiv și în realizarea pompelor cu piston, care se aseamănă ca principiu de funcționare cu compresoarele. Pistoanele sunt fabricate mai ales din fontă turnată sau din aliaje metalice ușoare, care au proprietăți stabile la încălzire.
La mașinile termice la care distribuția se face prin ferestre, pistonul are și funcția de a le deschide sau închide.

## Părțile pistonului
Părțile pistonului sunt următoarele:
- Capul, care are rolul de a prelua presiunea, de a da forma camerei de lucru (camera de ardere la motoare, respectiv spațiul vătămător la compresoare cu piston), iar la unele pistoane (la procedeul de injecție Meurer de la motoarele diesel) și de a vaporiza combustibilul. Poate fi: plat, concav, concav profilat, convex, convex profilat. Forma capului mai depinde de raportul de comprimare, forma camerei de ardere, poziția supapelor. Una din forme ale capului pistonului este capul cu deflector.
- Fusta sau mantaua, care are rolul de a ghida pistonul în cilindru la pistoanele care nu sunt ghidate de tije cu cap de cruce.
- Umerii, care sunt niște bosaje ce permit realizarea unei suprafețe de contact suficiente între piston și bolț, la pistoanele care nu transmit forța prin tije cu cap de cruce, alezajul pentru bolț este decalat (0,5-1,5mm) spre stânga axei cilindrului în sens opus celui de rotație a motorului pentru reducerea cuplului de basculare a pistonului și micșorarea bătăilor acestuia pe cilindri .
- Canalele pentru segmenți, care servesc ca suport și ghidaj pentru segmenți (care asigură etanșarea cilindrului). Unele pistoane, au în canalul primului segment de compresie, încorporat circular, un inel de oțel, deoarece materialul din dreptul acestui canal își pierde mai ușor duritatea. La mai, canalul pentru segmentul de ungere are orificii pentru scurgerea uleiului răzuit de pe cilindri.

## Exemple de utilizare a pistoanelor

#### La motoare cu ardere internă

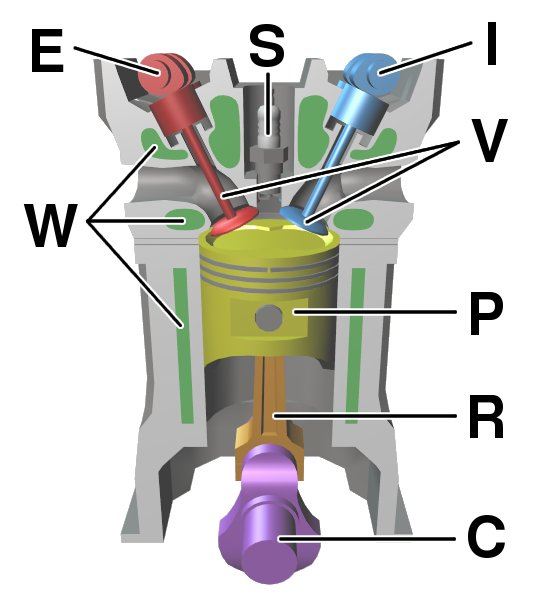
Componentele unui motor cu ardere internă cu ciclu în patru timpi. (E) Camă de acționare a supapei de evacuare, (I) Camă de acționare a supapei de admisie, (S) Bujie, (V) Supape, (P) Piston, (R) Bielă, (C) Arbore cotit, (W) Cămașă de apă pentru răcire.

La aceste motoare pistoanele sunt cu simplu efect (gazele de ardere acționează pe o singură parte a pistonului), ghidarea e prin fustă și forța se transmite direct bielei, prin bolț..
Pentru a reduce frecarea dintre piston și cămașă datorită forțelor laterale care apar în timpul funcționării, pistonul trebuie lubrifiat. La temperaturi de peste 200 °C uleiul de ungere se arde, astfel se explică necesitatea existenței sistemului de răcire. Deoarece sistemul de răcire preia din căldura utilă dezvoltată prin arderea combustibilului, micșorând randamentul termic al ciclului, el este considerat un rău necesar.

#### La compresoare cu piston
Structura compresoarelor cu piston este foarte asemănătoare cu a motoarelor cu ardere internă în doi timpi, iar pistoanele sunt similare cu ale motoarelor.

#### La motoare cu abur
La motoarele cu abur (denumite uzual și "mașini cu abur"), în majoritatea cazurilor pistoanele sunt cu dublu efect: aburul este admis alternativ la cele două capete ale cilindrului, acționând pe fiecare față a pistonului. La aceste motoare în fiecare timp al ciclului pistonul produce lucru mecanic. Ghidarea este cu tijă, care se articulează la bielă prin capul de cruce. Și aici este nevoie de etanșare, deci de segmenți care apasă pe cilindru, deci de ungere.

#### La pompe cu piston
Structura unei pompe cu piston este similară cu a unui motor. Etanșarea se face de obicei cu garnituri de cauciuc, a căror stare de uzură trebuie supravegheată permanent.

#### La acționări hidraulice
Pistoanele folosite la acționările hidraulice  sunt lubrifiate de obicei chiar de fluidul de lucru (de obicei ulei). Diferențele de temperatură mici dintre piston și cilindru permit jocuri foarte mici, ca urmare de obicei nu este nevoie de etanșări speciale.

#### Alte utilizări ale pistoanelor
Pistoanele se folosesc la seringi, la unele stilouri (care ca principiu sunt "pompe manuale") și în general peste tot unde trebuie împins un fluid, sau unde presiunea unui fluid este folosită pentru o acționare mecanică.

## Galerie, pistoane de mai
mai = motor/motoare cu ardere internă

Arbore cotit și pistoane.
Mișcările pistonului într-un motor în patru timpi.
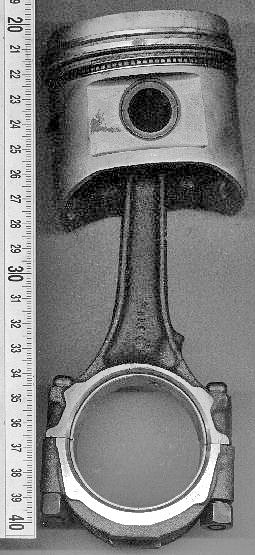
Piston și bielă dintr-un motor în doi timpi.
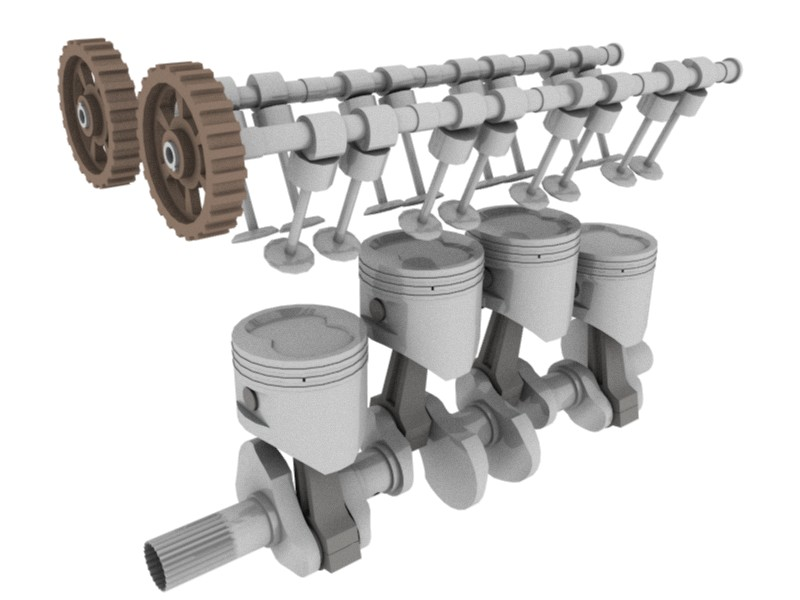
Pistoane de motor cu ardere internă.
Mișcările pistonului într-un motor în doi timpi.
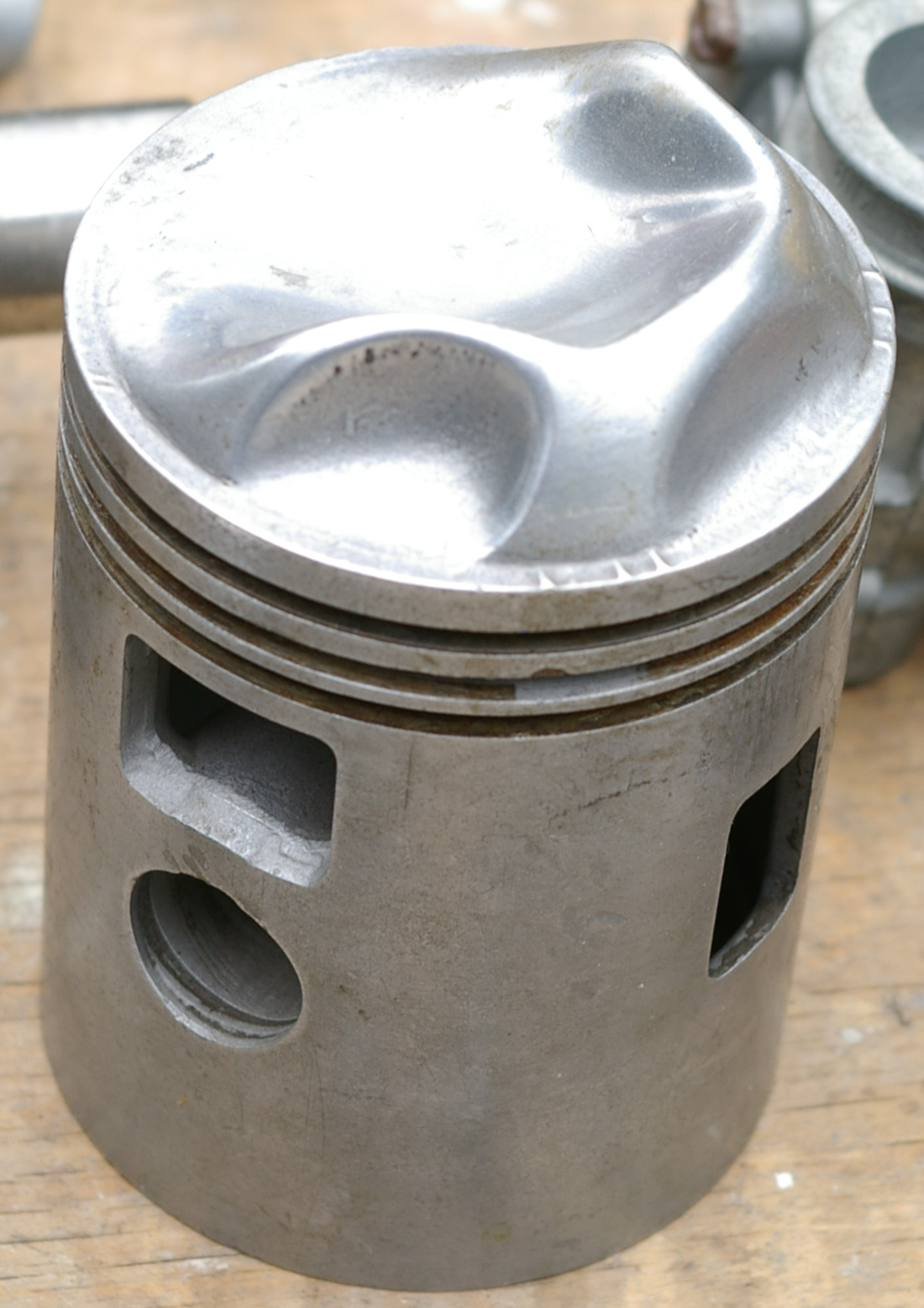
Piston cu deflector, de motor in doi timpi.
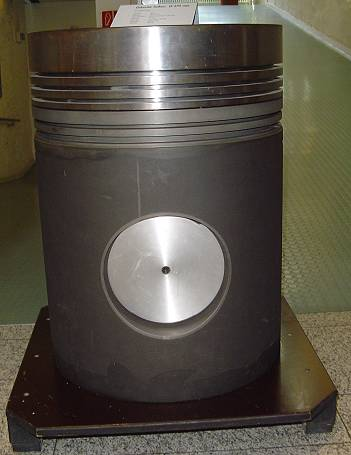
Piston de motor diesel în doi timpi, 570 kg, din două bucăți, capul din oțel si mantaua din aluminiu.
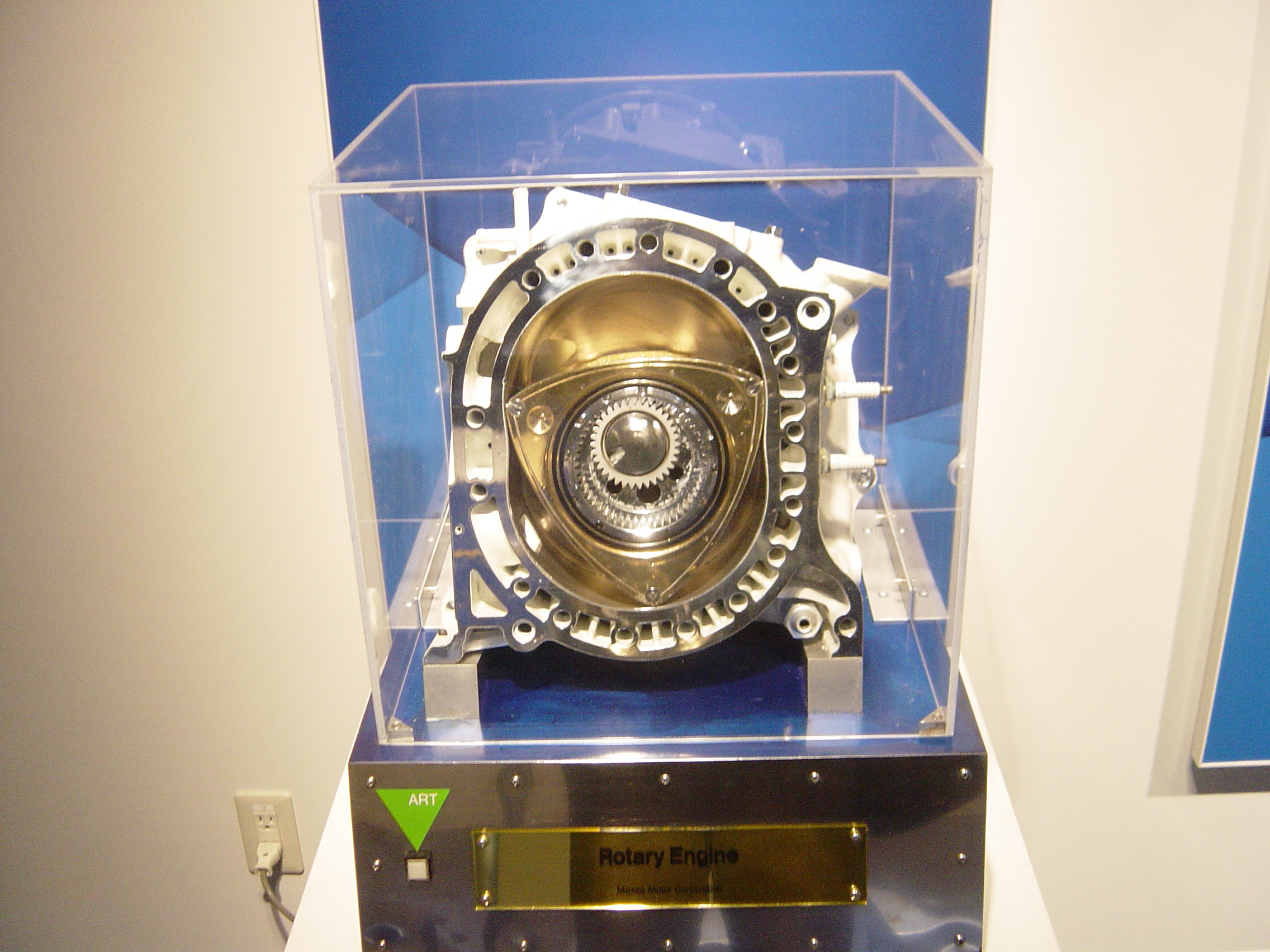
Piston rotativ (Motor Wankel)
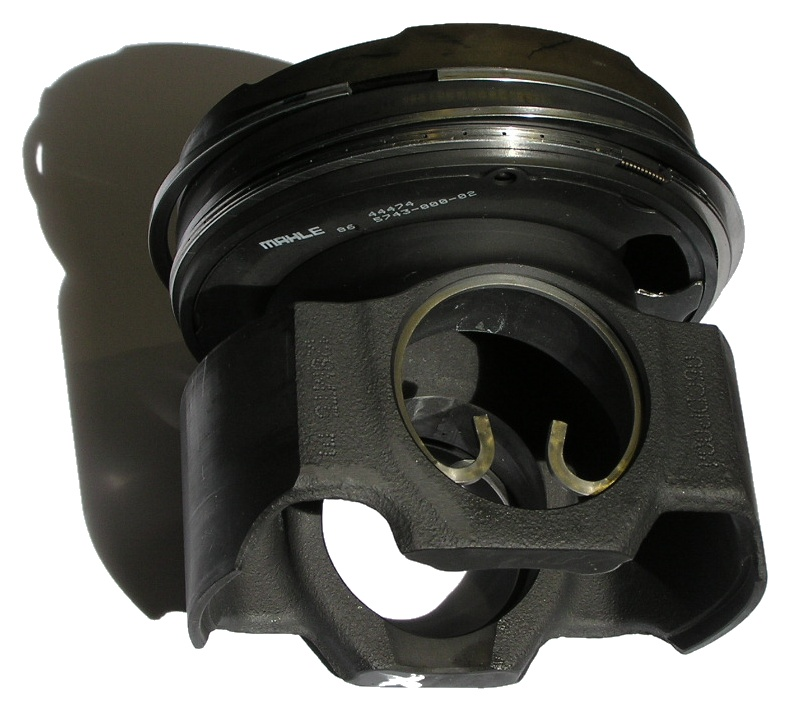
Piston de fier forjat.
Secțiunea unui piston de fier forjat.
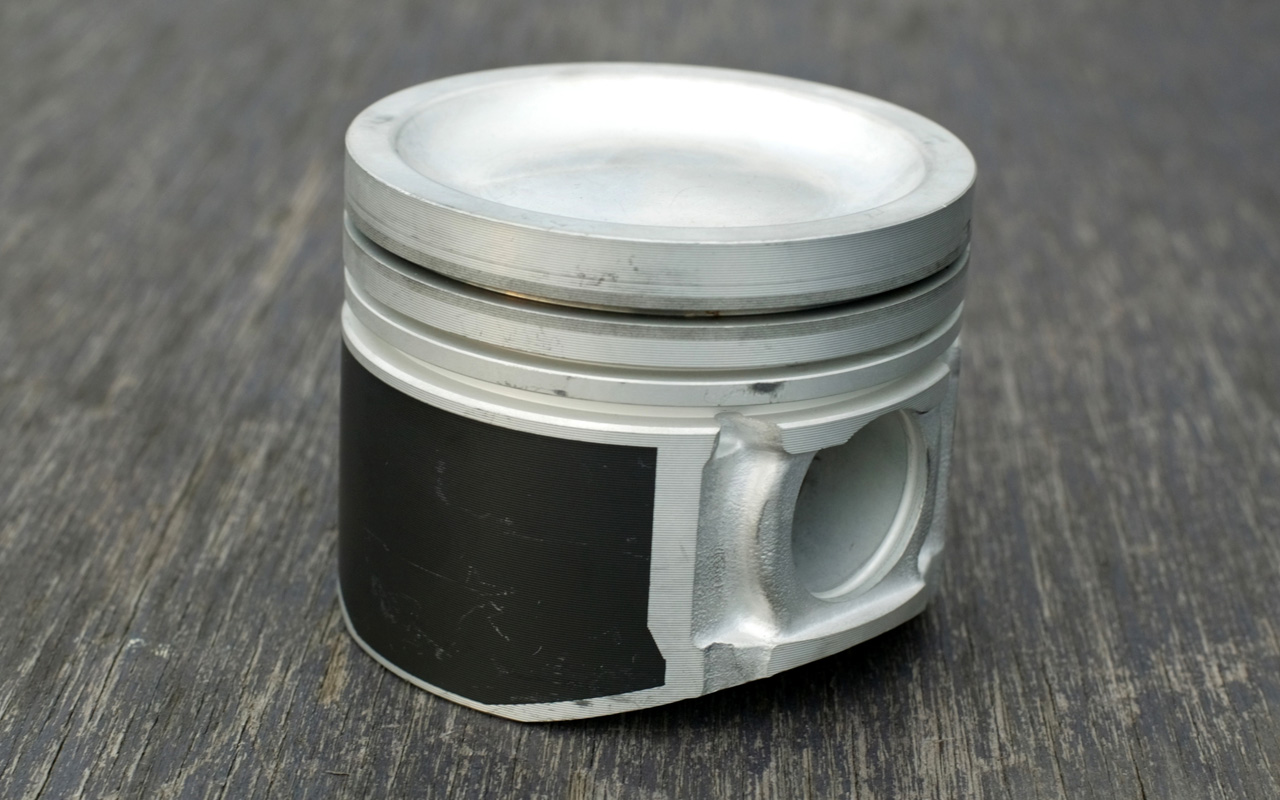
Piston
Secțiunea unui piston.
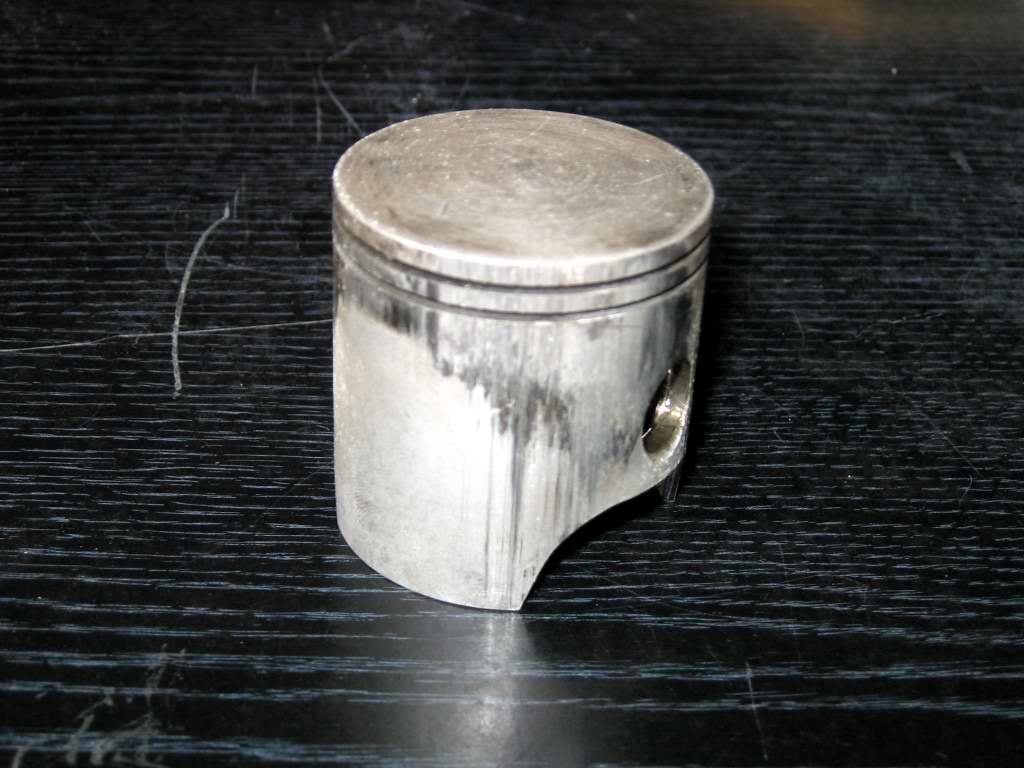
Piston, motor în doi timpi.
Cap de piston, mai cu gas.
Piston de motor cu gas.
Piston de motor MAS Ø 82,7mm
Piston de motor MAC Ø 73mm
Piston de motor MAS TFSI Ø 82,5mm